# Rua Cardeal Arcoverde
Rua Cardeal Arcoverde é uma importante via da cidade de São Paulo. Tem início na Avenida Doutor Arnaldo, próximo ao centro da cidade, e termina na Avenida Eusébio Matoso, no Bairro de Pinheiros. Tem como algumas afluentes importantes vias, como a Rua Oscar Freire e a Praça Benedito Calixto. Tem como paralelas a Rua Teodoro Sampaio, a Avenida Rebouças e outras. Desde a finalização das obras concernentes à Estação de Metrô Faria Lima, da Linha 4-Amarela, a rua apresenta descontinuidade a partir do cruzamento com a Avenida Brigadeiro Faria Lima, próximo ao Largo da Batata. Seu trajeto original é atualmente parte do Largo, sendo retomado no cruzamento com a Rua Teodoro Sampaio.
A rua apresenta fatores culturais como diversos bares de música ao vivo, além de grande empresas e estabelecimentos. Nela está localizado o tradicional Cemitério São Paulo, onde se encontram sepultadas diversas personalidades, bem como o Cemitério do Redentor, um dos primeiros cemitérios protestantes de São Paulo, cuja entrada está localizada no cruzamento da Rua Cardeal Arcoverde com a Avenida Doutor Arnaldo.
O nome da rua é uma homenagem a Joaquim Arcoverde de Albuquerque Cavalcanti, religioso brasileiro considerado o primeiro cardeal da história da América Latina.